# Prowincjonalny Bank Akcyjny Wielkiego Księstwa Poznańskiego
Prowincjonalny Bank Akcyjny Wielkiego Księstwa Poznańskiego (niem. Provinzial-Aktienbank des Grossherzogthums Posen) – bank emisyjny (spółka akcyjna) działający w Poznaniu w latach 1857-1890. Był jedynym bankiem emisyjnym w historii miasta i pierwszym o strukturze spółki akcyjnej. 
Powołanie w Poznaniu banku posiadającego przywilej emisji banknotów i not emisyjnych był dowodem zaufania władz centralnych i wyróżnieniem dla miasta. Poznań stał się w ten sposób znaczącym miastem w systemie bankowym państwa pruskiego. Kapitał zakładowy wynosił milion talarów i został rozpisany na 2000 akcji po 500 talarów płatnych ratalnie. Jeden akcjonariusz mógł nabyć najwyżej sto akcji. Do czynności banku należało: dyskonto weksli, udzielanie kredytów i pożyczek krótkoterminowych, skup i sprzedaż walut i metali szlachetnych. Na czele banku stała 12-osobowa rada administracyjna (potem nadzorcza) składająca się z poznańskich kupców, bankierów i urzędników. Bank miał także za cel wspieranie i ożywianie handlu, jednak zadanie to wykonywał w stopniu marginalnym (m.in. wspierał cukrownictwo, udzielał pożyczek miastu i zamożniejszym kupcom). Instytucja rozwiązała się w 1890 wraz z utratą przywilejów emisyjnych.